# Écologie du développement
L’écologie du développement, plus communément appelée Éco-Dévo (de l’anglais « Ecological Development »), est une science qui détaille les mécanismes de régulation développementale d’organismes dans un contexte environnemental.

## Description
L’Éco-Dévo tend à intégrer les concepts de plasticité et de canalisation de l’expression phénotypique. Cette science que l’on considère souvent comme étant connexe à celle de la biologie évolutive du développement en diverge par sa nature plus intégrante. Alors que son contemporain tend plus à étudier le développement notamment embryonnaire en milieu contrôlé, l’Éco-Dévo étend ces programmes de recherche afin d’inclure différentes variantes environnementales, biotiques et abiotiques, dans lesquelles peuvent évoluer le développement aux études des chemins de régulation et d’expression des gènes. Ce regard nouveau sur la biologie du développement apporte également une optique plus fonctionnelle, qui vise à relier l’expression de traits développementaux à la valeur sélective (de l’anglais « fitness ») des organismes dans leur environnement.
Cette science permet également de jeter la lumière sur le pourquoi d’apparition ou disparition de caractères développementaux au fil de l’évolution. Une portion de la science de l’Éco-Dévo porte également attention aux mécanismes cellulaires et moléculaires impliqués dans la perception de l’environnement et de la réponse génétique qui lui est sous-jacente et ce, au niveau de l’individu, d’une population, d’une communauté et même d’un taxon.
Les aspects de la plasticité développementale sont fondamentaux pour l’écologie du développement, car cela influence grandement le succès des organismes dans leurs habitats naturels. La plasticité adaptative a cependant un intérêt particulier, car elle permet aux génotypes individuels de grandir et de se reproduire dans un grand gradient d’environnements différents. Ainsi une telle plasticité joue un rôle très important dans la distribution géographique des organismes ainsi que dans leur diversification au niveau de l’évolution. Ainsi, des taxons possédant une plasticité adaptative ont le pouvoir d’habiter une plus large gamme de conditions environnementales. Cela peut être potentiellement problématique au sens où ces espèces possédant une plasticité adaptative ont le potentiel d’envahir d’autres espèces grâce à leur capacité de coloniser rapidement des environnements qui divergent de leur location normale. Finalement, la plasticité individuelle influence le cheminement évolutif de la diversification des populations en empêchant la divergence dans des environnements distincts. Cela diminuerait le nombre de spéciations, car pour des environnements variables, l’espèce n’aurait pas à se modifier en une nouvelle espèce car sa plasticité phénotypique lui permettrait de tamponner ce changement léger de stimuli.

## Historique
La science de l’écologie du développement aurait connu ses premiers balbutiements relativement récemment avec les recherches de Hal Waddington, un biologiste, paléontologue et généticien anglais reconnu notamment pour son concept de paysage épigénétique.
L’engouement pour l’Eco-Devo croît de plus en plus car plusieurs chercheurs tentent de comprendre et de prédire le futur d’une panoplie d’organismes dans le contexte d’un environnement propice aux variances. La connaissance de l’interaction entre les indices internes et externes, des chemins de signalisation et de la composante génétique impliqués dans le développement pourraient potentiellement apporter une idée plus précise de la résilience des organismes aux changements environnementaux, notamment ceux causés de manière anthropique.

## Plasticité phénotypique
Un des exemples les plus flagrants de l’écologie du développement où l’on peut observer une adaptation en réponse à des variances environnementales est sans doute la plasticité phénotypique. Celle-ci est déterminée par la capacité d’un organisme à exprimer différents phénotypes à partir d’un génotype donné selon des conditions environnementales différentes. 
- Rana pirica : Les têtards de la grenouille brune Rana pirica varient en taille selon la composante de leur environnement. Effectivement, les têtards se développant dans un milieu riche en salamandre Hynobius retardatus qui est un de ces prédateurs ont tendance à se développer pour être plus gros afin d’être plus difficile à avaler pour la salamandre.
- Lytechinus variegatus : Quand le milieu externe est relativement pauvre en nourriture, la larve d’oursin de l’espèce Lytechinus variegatus tend à développer des appendices servant à l’alimentation plus développés que ses comparses de la même espèce mais vivants dans des milieux riches en nourriture. L’apparition de ces appendices plus développés viendrait compenser la rareté des ressources disponibles.
- Plantes du type Polygonum : Les plantes annuelles du taxon Polygonum développent des feuilles morphologiquement différentes selon la quantité de lumière disponible. Dans un environnement pauvre en lumière, la plante développera des feuilles larges mais minces pour maximiser la photosynthèse alors que dans un environnement fortement lumineux, elle développera préférentiellement des feuilles étroites mais plus épaisses afin d’avoir une meilleure rétention d’eau et d’ainsi éviter la dessiccation.

Il est important de garder à l’esprit que la plasticité phénotypique n’est pas l’entièreté des événements que couvre la science de l’écologie du développement. Elle est partie intégrante de cette science et en est parfois le porte-étendard car ces phénomènes modélisent bien et ce sur une période de temps restreinte, l’idée générale de ce que fait l’Éco-Dévo à plus long terme.

## Écologie du développement au niveau moléculaire

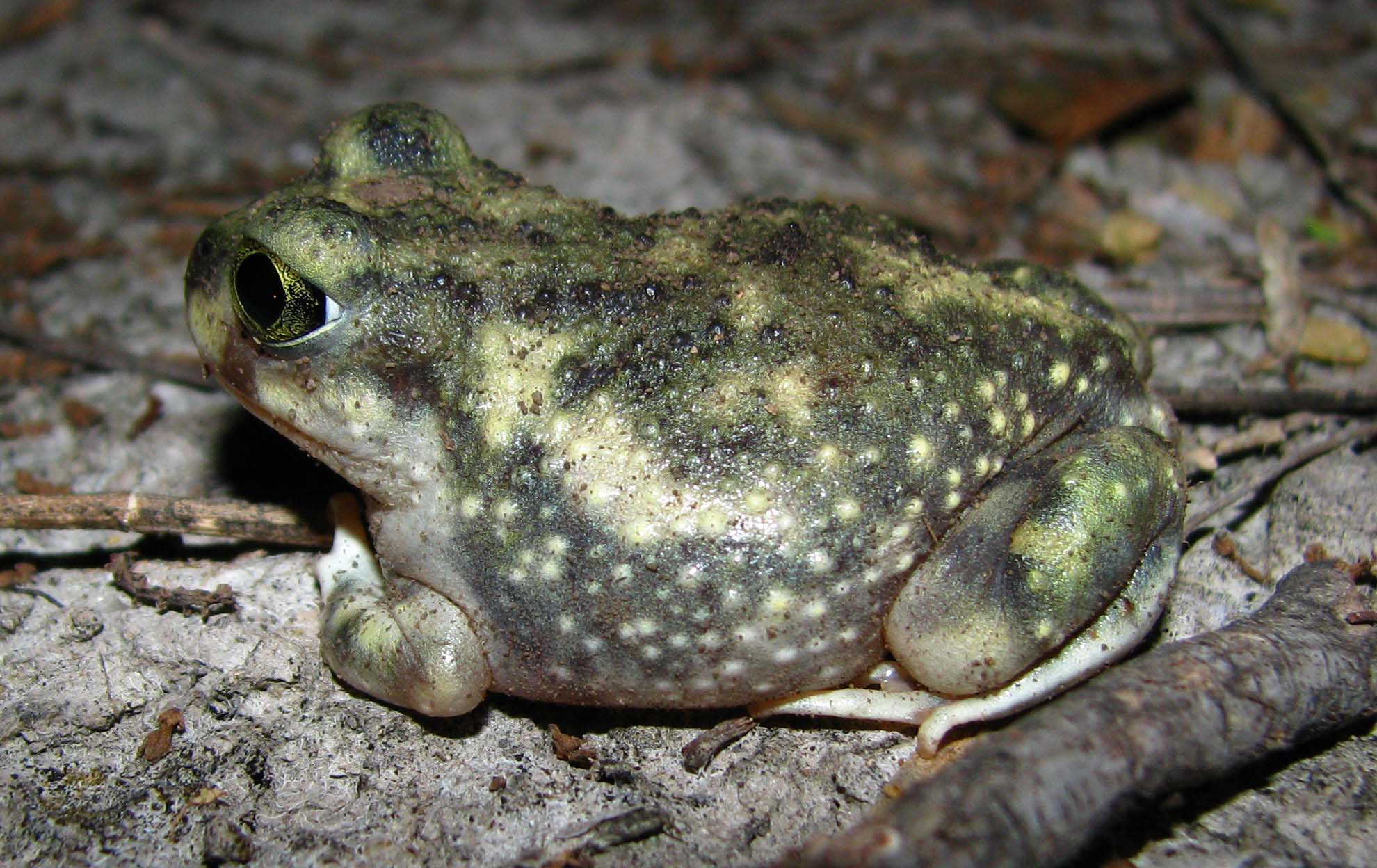
Crapaud Scaphiopus couchii

Les tentatives de compréhension des mécanismes moléculaires derrière la captation et l’intégration de stimuli environnementaux sont un processus complexe et qui n’en est qu’à son premier balbutiement. Un effort international a été déployé pour comprendre les mécanismes derrière l’intégration des stimuli de froid chez Arabidopsis thaliana. Il était déjà connu dans la littérature que cette plante avait des temps de développement saisonnier influencés par l’exposition au froid ainsi que la longueur de l’exposition à la lumière du jour. Le contrôle de la floraison viendrait d’une interaction épistasique (l’épistasie étant l’interaction entre deux gènes ou plus pour le contrôle d’un caractère phénotypique) entre le locus FRI qui gère les besoins en température de l’organisme et un second locus distinct FLC qui lui est un répresseur de floraison. Bien que les modalités précises de cette interaction ne soient pas connues dans les détails, cela vient confirmer l’hypothèse de plusieurs chercheurs qui croyaient en effet que la base de la régulation génétique en écologie du développement venait d’interactions complexes épistasiques.
La chaîne de réponse moléculaire à un stimulus externe peut être la même pour plusieurs stimuli différents. Par exemple, chez les plantes, le cheminement hormonal veillant à l’élongation des tiges à la suite d'une inondation de l’organisme est le même que lorsque la plante allonge ses tiges parce qu’il y a de la compétition pour la lumière due à la proximité d’autres plantes. Malgré le fait que la voie hormonale soit la même, la méthode d’initiation de celle-ci varie. Dans le cas de l’inondation des tissus, c’est causé par une accumulation d'hormone gazeuse éthylène dans les tissus submergés alors que pour les tiges à l’ombre, c’est causé par les molécules phytochrome (photorécepteur de l’organisme végétal) photosynthétique. De plus, et c’est bien là le cœur de l’étude de l’écologie du développement, les plantes ont évolué en fonction de l’environnement en ajustant le taux de réponse qu’il accorde aux accumulations d’éthylène. Effectivement, une plante vivant dans un milieu plus propice aux inondations aura une capacité supérieure à induire l’élongation des tiges qu’un autre individu vivant historiquement dans un milieu où les inondations sont très peu courante.
Certaines situations sont également plus complexes à comprendre pour les chercheurs par leurs natures moins intuitives. Comment l’organisme peut-il anticiper un changement dans l’environnement afin de s’y adapter avant même que celui se soit produit ? Pour déterminer le cheminement moléculaire de ces situations particulières, des chercheurs se sont demandé comment certains bébés amphibiens, soit des têtards de crapaud  dans ce cas précis, étaient capables d’interpréter le fait que le plan d’eau dans lequel ils vivaient était sur le point de s’assécher et qu’ainsi ils devaient amorcer leur métamorphose vers l’âge adulte. Dans le cas des têtards de Spea hammondi, ils reconnaissent que leur point d’eau larvaire est sur le point de s’assécher à travers leurs propres perceptions de leurs mouvements réduits ainsi que par la proximité de la surface de l’eau qui elle est perçue par la vision et la diminution de la pression ressentie. Dans le cas d’un second crapaud, Scaphiopus couchii la perception de la diminution de la quantité d’eau dans le plan d’eau larvaire provient de l’augmentation des contacts physiques ressentis avec ses comparses qui lancera éventuellement la métamorphose. Ces deux mécanismes sont transmis dans l’organisme à travers le système neuroendocrinien et induit des réactions hormonales similaires, dont le relâchement des hormones thyroïdiennes qui régule les gènes impliqués dans le développement des membres par exemple. Une troisième espèce de crapaud, Spea multiplicatus, quant à elle, utilise l’augmentation de la densité des proies comme indicateur de la diminution du plan d’eau.

## Écologie du développement et son importance dans un monde changeant

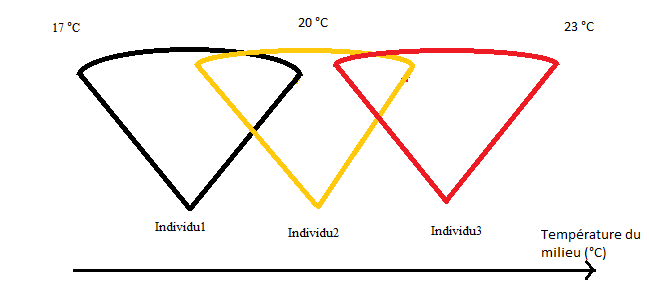
Représentation théorique d’adaptations possibles à des variances de température dans l'environnement grâce à la plasticité phénotype génétiquement variable de 3 individus d’une même espèce.

Plusieurs composantes de l’environnement changent à des rythmes alarmants à cause entre autres des activités anthropiques. Cela inclut notamment des changements locaux ou globaux dans les facteurs abiotiques. Ces changements peuvent également apporter des changements dans les interactions biotiques. Par exemple, un animal pourrait étendre sa niche écologique au nord à la suite de l’adoucissement du climat et créer de nouvelles interactions prédateur-proie auxquelles devront réagir les espèces impliquées. Ainsi la meilleure compréhension des indices environnementaux, des éléments génétiques et des chemins de signalisation dans l’expression phénotypique qu’apporterait l’étude de l’Éco-Dévo pourrait aider à prévoir la réponse à court terme et au niveau de l’évolution d’organismes différents. Une utilité particulière de cela pour l’être humain est de savoir si certains organismes deviendraient potentiellement nuisibles, et cela par compétition, pour des animaux qui lui sont géographiquement proches. Par exemple, en sachant la largeur du gradient de température auquel peut survivre une espèce grâce à la plasticité de son phénotype, on pourrait prévoir jusqu’où elle pourrait s’étendre en considérant une augmentation potentielle de température. Les utilités sont très nombreuses. Un autre exemple peignant bien l’utilité d’études approfondies sur le domaine nous vient de l’oiseau Parus major. Pour celui-ci, le temps de reproduction est déterminé par un signal composé de la photopériode et de la température. Ce moment de reproduction est sélectionné suivant l'évolution afin de permettre aux œufs d’éclore au moment de l’année où la densité de chenilles est la plus élevée, ce qui de surcroît assure une meilleure survie des nouveau-nés. Cependant, dû aux changements climatiques de causes anthropiques, il y a dissonance entre ces deux temps et les jeunes Parus major ne naissent pas quand les chenilles sont à leur apogée. La connaissance en Éco-Dévo pourrait amener la capacité de prévoir ces déséquilibres dans la chaîne alimentaire et toute autre interaction écologique.
À plus long terme, soit au niveau de l’évolution, il importe de savoir si les expressions de phénotype vont évoluer assez vite pour permettre aux organismes de survivre aux changements environnementaux. Il ne s’agit plus à ce stade de la plasticité phénotypique elle-même mais bien de la capacité génétique de posséder ce gradient adaptatif qu’est la plasticité phénotypique. Une sorte d’oiseau européen par exemple comporte une variation génétique auprès d’une même espèce vis-à-vis de leur capacité à adapter leur phénotypique avec des températures changeantes. Ces enchevêtrements de gradients permettraient de tamponner un changement de température potentiel.

## Écologie du développement chez les plantes
Un des aspects les plus importants de l’écologie du développement pour les plantes est la proportion de développement alloué à la biomasse pour des structures possédant des fonctions distinctes. Les tissus tels que les racines, les tiges, les feuilles et les structures de reproduction peuvent ainsi être développés en proportions différentes tout dépendamment des besoins et lacunes rencontrés par l’individu lors de son développement. C’est ce qu’on appelle la plasticité d’allocation. Une plante grandissant dans un milieu où la luminosité est faible lors de son développement développera des feuilles plus larges ou encore des tiges plus hautes alors qu’un homologue grandissant dans un milieu où le sol est pauvre en nutriments ou en eau développera un réseau racinaire plus développé pour pallier cette carence. Cette tendance a notamment été observée chez des plantes génétiquement identiques de l’espèce P.persicaria. Cette capacité d’adaptation du phénotype permet encore une fois, comme mentionné plus haut, d’élargir la surface géographique habitable par les organismes d’une espèce génétiquement pareille et cela sans nécessiter de spéciation outre-mesure.
La plante P.persicaria possède cette grande plasticité au niveau de l’allocation tissulaire. Cependant une de ces espèces voisines, P.hydropiper ne possède pas cette plasticité. On peut associer cela au fait que contrairement à persicaria. hydropiper a évolué dans un environnement relativement plus stable. Cette stabilité ne mettait ainsi pas de pression sélective sur P.hydropiper et la plasticité ne s’est pas développée. C’est un bon exemple de la composante génétique de cette plasticité qui, comme plusieurs facteurs génétiques, est soumis à la sélection naturelle. 

## Écologie du développement et l’humain
Les exemples d’adaptation aux contraintes environnementales sont également très visibles chez l’être humain et ce dans plusieurs sphères spécifiques. 
- Exercices et nutrition : Un humain passant d’un milieu au niveau de l’océan à un environnement montagneux verrait le nombre de ses globules rouges augmenter drastiquement. Cela serait causé par la privation d’oxygène qui engendrerait une augmentation de l’érythropoïétine. La composition musculaire et osseuse est également modulée par le taux d’exercice physique et la nature et la quantité de nutriments ingérés par l’individu. Un exemple drastique de cela pourrait être un astronaute qui, une fois privé de tout impact sur le squelette à cause de son environnement sans gravité, peut développer de l’ostéoporose. Aussi, l’humain, ayant développé un accès à la vitamine C plus facile, a fini par perdre la capacité d’en synthétiser par lui-même. La présence constante de vitamine C sur une longue période de temps a donc permis la perte de cette fonction chez l’humain, lui apportant du même coup une meilleure valeur sélective.
- Immunologie : La reconnaissance de protéines virulentes ou bactériennes dans le corps humain par des lymphocytes est également une sorte d’Éco-Dévo. Ce n’est ni plus ni moins qu’une réaction prédéterminée génétiquement au stress produit par un prédateur ; soit, dans le cas qui nous intéresse, des microbes de tous genres. Les lymphocytes développent effectivement la capacité de reconnaître certaines composantes protéiques avec lesquelles l’organisme a déjà eu des altercations afin de pouvoir les éliminer de façon plus rapide.
- Neurobiologie : Il est maintenant reconnu que plusieurs fonctionnalités cérébrales ne dépendent pas seulement de la génétique. Cela semble apparent en considérant que chaque être humain possède une personnalité et une mémoire qui lui est propre. Effectivement, la mémoire et l’apprentissage sont dus à l’apparition de nouvelles synapses à la suite de stimuli répétés. Un exemple neurologique très évoquant de cette plasticité induite par les contacts environnementaux serait l’effet du membre fantôme. On y observe effectivement une réorganisation du cortex de telle sorte que les entrées sensorielles du moignon du bras amputé créent une activité neuronale dans le thalamus qui était avant innervé par les neurones du bras manquant[3].